# Jared Hess
Jared Hess, né le 18 juillet 1979 à Preston, dans l'Idaho, est un réalisateur, scénariste et acteur américain.

## Biographie
Pendant ses études il a été assistant réalisateur dans les États de l'Utah et de Californie.
Il a étudié le cinéma à Brigham Young University à Provo, dans l'Utah, où il a rencontré son épouse Jerusha Hess.
Son court métrage Peluca a été sélectionné au festival de Slamdance. Son premier long-métrage, Napoleon Dynamite, a rencontré un incroyable succès. Il a également écrit et réalisé une comédie avec Jack Black intitulée Nacho Libre.
Ancré dans les années 1980, son humour se caractérise par un aspect incroyablement paradoxal entre des dialogues acides prononcés par des personnages au ridicule appuyé, et une tendresse à toute épreuve à l'égard de personnages fortement autobiographiques en qui chaque spectateur revoit une part de lui-même.
Il vit avec sa femme et leur fils, Eliott, à Draper dans l'Utah.

## Filmographie

### Réalisateur
- Années 1990 : Publicités et vidéoclips pour Moxie Pictures
- 2003 : Peluca (court métrage)
- 2004 : Napoleon Dynamite
- 2006 : Super Nacho
- 2010 : Gentlemen Broncos
- 2015 : Don Verdean
- 2015 : Les Cerveaux (Masterminds)
- 2016 : The Last Man on Earth (série télévisée) - saison 2, épisode 13 (Fish in the Dish)
- 2024 : Thelma la licorne (Thelma the Unicorn)
- 2025 : Minecraft, le film